# رابین هود: شاهزاده دزدان
رابین هود: شاهزادهٔ دزدان (انگلیسی: Robin Hood: Prince of Thieves) فیلمی در ژانر ماجراجویی به کارگردانی کوین رینولدز است که در سال ۱۹۹۱ منتشر شد.

## بازیگران
- کوین کاستنر
- مورگان فریمن
- کریستین اسلیتر
- مری الیزابت ماسترانتونیو
- آلن ریکمن
- شان کانری
- جرالدین مک‌ایوان
- مایکل وینکات
- جک وایلد
- برایان بلسد
- جان هَـلَم
- سوزانا کوربت
- والتر اسپارو